# Agnese di Courtenay
Agnese di Courtenay (Contea di Edessa, 1136 – Acri, 1184) era figlia di Joscelin II di Edessa e di sua moglie Beatrice e madre di Baldovino IV e di Sibilla di Gerusalemme.

## Biografia
La casata Courtenay governava sulla Contea di Edessa il più settentrionale degli Stati crociati. Joscelin I di Edessa, alleato di Baldovino II di Gerusalemme aveva ottenuto il feudo nel 1118 e venne in seguito ereditato da Joscelin II insieme con la Signoria di Tilbesar nel 1131 cercando di difenderne i confini dai suoi bellicosi vicini musulmani.
Agnese crebbe a Edessa, fino alla presa della città da parte di Zengi, atabeg di Mosul e Aleppo nel 1144, costringendo Agnese e suo padre a rifugiarsi nella fortezza di Tilbesar.
Agnese, in qualità di ereditiera dei possedimenti di Edessa, era un ottimo partito, e venne data in sposa all'età di quindici anni al nobile Rainaldo di Marash, ucciso nella battaglia d'Inab nel 1149. 
L'anno seguente, il 1150 la signoria di Marash venne catturata e suo padre Joscelin II, nel tentativo di riconquistare Edessa venne catturato, accecato e condotto in prigione ad Aleppo. 
Alla notizia della sua cattura la Contessa di Edessa, incapace di sostenere il possesso di Tilbesar, vendette il resto dei suoi possedimenti all'Impero Bizantino portando i suoi figli a Saone che aveva ereditato dal suo primo marito nel Principato di Antiochia.
L'anno successivo i bizantini persero il possesso di Tilbesar e non si ebbe più notizia di Beatrice e dei suoi due figli fino all'anno 1157.
Esistono prove che sembrano vedere Agnese promessa in sposa a Ugo di Ibelin che venne però presto catturato in battaglia. 
Nel 1157 Amalrico Conte di Giaffa e Ascalona - erede di suo fratello Baldovino III di Gerusalemme - sposò Agnese dopo averla rapita secondo le leggi del Lignages d'Outremer. 
Nel 1159, suo padre, Joscelin II, morì in prigionia.
Agnese diede ad Amalrico tre figli:
- Sibilla di Gerusalemme
- Baldovino IV
- Alice di Gerusalemme che morì in tenera età

Agnese e Amalrico restarono nella corte reale di Gerusalemme, al cospetto della regina Melisenda di Gerusalemme, reggente in nome di suo figlio Baldovino III in guerra.

### Annullamento del matrimonio con Amalrico
Nel 1161 Melisenda fu colta da infarto a Nablus e morì, e l'anno successivo, nel 1162, Baldovino III morì in battaglia senza lasciare eredi diretti tranne Amalrico. Il matrimonio di Amalrico con la giovane Agnese divenne a quel punto un dilemma per il sovrano. Agnese era politicamente priva di potere e di influenze, i suoi domini erano in mano ai musulmani e suo fratello possedeva un alto lignaggio ma era anche lui privo di domini; fare di Agnese regina consorte in queste condizioni poteva suscitare in lei ambizioni pericolose. Occorre inoltre considerare il fatto che se Agnese non fosse stata solamente promessa ma addirittura sposata a Ugo di Ibelin, Amalrico avrebbe avuto una moglie bigama.
Per tutti questi motivi i rappresentanti dell'Alta Corte di Gerusalemme intimarono ad Amalrico di ripudiare Agnese e di divorziare da lei pena la proibizione di essere eletto sovrano del Regno di Gerusalemme.
Amalrico accettò l'imposizione dei nobili, ma alla condizione che i figli nati dal matrimonio, Baldovino e Sibilla, restassero titolari del legittimo titolo ereditario del regno. Oltre a ciò Agnese avrebbe mantenuto il titolo di Contessa ottenuto con il suo matrimonio con Amalrico, e avrebbe continuato a possedere parte dei feudi di Giaffa e Ascalona.
In base a questi accordi, il matrimonio tra Amalrico e Agnese venne annullato con il pretesto di consanguineità, in quanto avevano un lontano parente in comune, il nobile cavaliere Guido I di Montlhéry.

### Il regno di Amalrico
Nonostante Agnese avesse avuto garanzie per la propria posizione, non ebbe tuttavia alcuna parte attiva nell'educazione dei suoi figli. Baldovino venne educato a corte da Guglielmo di Tiro, mentre Sibilla venne posta sotto la tutela di Ivetta di Betania, la sorella minore di Melisenda di Gerusalemme, presso il convento di San Lazzaro di cui era badessa.
A partire dal 1167, anno in cui Amalrico stipulò un'alleanza con l'imperatore bizantino Manuele I Comneno, sposandone la nipote, Maria Comnena, l'influenza di Agnese a corte fu del tutto nulla.
Subito dopo l'annullamento del matrimonio, nel 1163 Agnese sposò Ugo di Ibelin, che morì però nel 1169 durante un pellegrinaggio a Santiago di Compostela. Nel 1170 Agnese contrasse nuovamente matrimonio con Reginaldo di Sidone e il loro matrimonio durò per ben quattordici anni, ovvero fino alla sua morte. Sebbene un confuso passaggio nella cronaca di Guglielmo di Tiro indusse diversi commentatori a vedere questo matrimonio annullato da parte del padre di Agnese per consanguineità, non esistono prove di questo fatto. E in tutti i documenti ufficiali Agnese viene indicata come Contessa di Sidone.

### Il regno di Baldovino IV
Nel 1174 Amalrico I morì lasciando come erede al trono Baldovino IV, ancora ragazzo e ammalato di lebbra. Il nobile Milo di Plancy fu il primo reggente in nome del giovane sovrano, che venne però presto soppiantato da Raimondo III di Tripoli, cugino di Amalrico.
Nell'ottenere la reggenza Raimondo ottenne l'appoggio del marito di Agnese, Reginaldo di Sidone, e della famiglia del primo marito, gli Ibelin. Agnese poté così tornare a corte riguadagnando la sua influenza e ricostruendo nel contempo il suo rapporto con il figlio Baldovino, dal quale era stato separato sin dall'infanzia.
Agnese accompagnò sempre suo figlio alle sedute dell' Haute Cour e persino nelle campagne militari, assistendolo quando Baldovino non fu più in grado né di vedere né di montare a cavallo.
In questo frangente la regina vedova Maria Comnena si allontanò dalla corte ritirandosi a Nablus, pur continuando a nutrire ambizioni alla corona per sua figlia, Isabella. 
La sorella di Baldovino, Sibilla, tornò a corte quando fu in età da marito e nel 1176 Baldovino la diede in moglie a Guglielmo del Monferrato (Guglielmo Spadalunga) che ereditò dalla moglie il titolo di Conte di Giaffa e Ascalona. 
Nel 1177 Guglielmo morì lasciando Sibilla in attesa del futuro Baldovino V.
Nel 1176 giunse una grossa minaccia per le mire di Agnese e di Isabella con l'avvento di Filippo di Fiandra, il quale chiese di essere nominato reggente, essendo il parente maschio più prossimo del defunto Amalrico, poiché era nipote di Folco di Gerusalemme, così come lo era Baldovino IV. Le pretese di Filippo si estesero oltre con la richiesta di far unire in matrimonio Isabella e Sibilla a due suoi vassalli. Tuttavia Isabella non era ancora in età da marito e Sibilla venne difesa dall'Haute Cour, guidata da Baldovino di Ibelin, che rifiutò le richieste di Filippo.
Baldovino era ormai nella maggiore età e non aveva più bisogno di un reggente, né di Filippo e nemmeno di Raimondo che venne esautorato dal suo compito.
Con Baldovino IV nel pieno dei suoi poteri l'inflienza politica di Agnese raggiunse il suo apice. Fu lei che raccolse la somma di 50.000 dinari per il riscatto di suo fratello Joscelin III di Edessa, prigioniero dei musulmani, presi dal tesoro reale con il consenso di Raimondo III di Tripoli. Dopo la sua liberazione Joscelin venne nominato siniscalco di Gerusalemme per volere della stessa Agnese. Baldovino confidava molto sull'appoggio di sua madre e di suo zio, in quanto non avevano nessuno dei due alcuna rivendicazione sul trono del Regno di Gerusalemme, a differenza di Raimondo III di Tripoli, che poteva rivendicare dei diritti sul trono in qualità di nipote di Baldovino II.
Nel frattempo l'influenza di Agnese continuò a manifestarsi, fu lei che elesse Amalrico di Lusignano conestabile di Gerusalemme nel 1179. Amalrico era giunto a corte nel 1174 come genero di Baldovino di Ibelin. 
Nel 1180 Baldovino assegnò ad Agnese la prerogativa di eleggere il nuovo Patriarca Latino di Gerusalemme, che Agnese scelse nella persona di Eraclio, arcivescovo di Cesarea al posto di Guglielmo di Tiro, apertamente ostile ad Agnese.
A testimoniare l'influenza di Agnese su suo figlio e il connubio politico tra i due occorre ricordare quanto afferma il viaggiatore musulmano Ibn Jubair, il quale appellava Baldovino con il soprannome di al-khinzir  (il maiale) e sua madre Agnese al-khinzira (la scrofa), nomignoli di cui godevano probabilmente nel mondo musulmano.

### Politiche matrimoniali di Agnese
Agnese cercò in ogni modo di trovare un nuovo marito per Sibilla, rinforzando così la propria influenza politica. 
Durante la Pasqua del 1180, Raimondo III di Tripoli e Boemondo III di Antiochia mariciarono con le loro armate verso Gerusalemme a scopo intimidatorio per indurre Baldovino e Agnese a far unire in matrimonio Sibilla con un nobile locale, favorevole ai due feudatari, e individuato nella figura di Baldovino di Ibelin, un nobile a loro vicino e tra l'altro avente il doppio degli anni di Sibilla.
Falliti i negoziati con Ugo III di Borgogna per il matrimonio con Sibilla, Baldovino IV fu costretto a organizzare precipitosamente nuove nozze con l'unico candidato disponibile, Guido di Lusignano, fratello minore del conestabile Amalrico di Lusignano, bloccando così i piani di Raimondo III di Tripoli e di Boemondo III di Antiochia.
I Lusignano erano vassalli di suo cugino Enrico II d'Inghilterra e Baldovino sperava così in nuovi rinforzi dall'Europa, inviati proprio da Enrico con lo scopo di tenere i Lusignano lontano dal Poitou, vista anche l'intenzione dello stesso monarca inglese di fare un pellegrinaggio riparatore promesso al Papa per scontare lo scandalo di Thomas Becket.
Nel 1182, Baldovino IV, ormai cieco e allettato, incapace di governare da solo, elesse reggente Guido di Lusignano, il quale abusò ampiamente della sua carica, lasciando libero il nobile Rinaldo di Châtillon di razziare con le sue armate di banditi le carovane musulmane, causando ben presto una crisi diplomatica con Saladino, il quale minacciò l'invasione del Regno di Gerusalemme.
La goccia che fece traboccare il vaso e spinse Baldovino a deporre Guido di Lusignano fu l'eccesso di prudenza di quest'ultimo durante l'assedio della fortezza di Kerak, roccaforte di Rinaldo di Chatillon, da parte di Saladino. Fu lo stesso Baldovino IV che dovette occuparsi di far togliere l'assedio a Saladino proprio mentre si celebrava il matrimonio tra la giovane principessa Isabella e Umfredo IV di Toron.

### Ritiro dalla corte di Gerusalemme e morte
Nel 1183 Baldovino, ormai morente, cercò di porre fine al matrimonio di sua sorella Sibilla, con Guido di Lusignano il quale aveva disobbedito agli ordini del re e si era ritirato ad Ascalona.
Baldovino incoronò Baldovino del Monferrato, il figlio ancora fanciullo di sua sorella Sibilla in qualità di co-reggente al trono con Raimondo III di Tripoli in qualità di balivo. Stabilendo poi, vista la costituzione gracile del bambino, che se il futuro sovrano fosse morto prima di ereditare il titolo, la reggenza sarebbe spettata ai suoi più diretti eredi senza specificare a chi si indirizzasse questa espressione. Nel frattempo i suoi parenti da parte di madre, nella persona del re d'Inghilterra e di padre nella persona del re di Francia, avrebbero avuto il compito, insieme con l'Imperatore del Sacro Romano Impero, di vagliare le pretese di successione di Isabella e Sibilla. Nel 1184 Baldovino IV garantì ad Agnese l'usufrutto del suo feudo di Toron.
La stessa Agnese era tuttavia in punto di morte, morì nei suoi domini di Acri nella seconda metà del 1184, all'età di circa cinquant'anni. Il suo sposo vedovo Reginaldo si unì in seconde nozze con Helvis, figlia maggiore di Maria Comnena e Baliano di Ibelin intorno al 1190. 
Lo stesso Baldovino IV morì nella primavera del 1185 lasciando il piccolo Baldovino V come unico erede, il quale morì a sua volta ad Acri nell'estate del 1186, lasciando come eredi al trono Sibilla e suo marito Guido di Lusignano, che portarono rapidamente alla rovina il Regno di Gerusalemme.

## La figura di Agnese nella letteratura
Poiché la figura storica di Agnese è stata tramandata tramite la cronaca di Guglielmo di Tiro e dei suoi epigoni, essa non ha mai goduto di buona fama, pregiudizio che si è trasferito anche nella tradizione popolare.
Per questo motivo i suoi ritratti come personaggio letterario la raffigurano in maniera pressoché negativa. È per questo che nel romanzo di Zofia Kossak Szczucka Król trędowaty (Il re lebbroso) essa è raffigurata come una lussuriosa cospiratrice, mentre nel romanzo di Graham Shelby The Knights of Dark Renown essa diventa una figura misogina e malvagia temuta e odiata dallo stesso Eraclio di Gerusalemme di cui è amante.

## Ascendenza
|                       |   |                        | Genitori             |  |  | Nonni |  |  | Bisnonni              |  |  | Trisnonni |  |
|                       |   |                        |                      |  |  |       |  |  | Joscelin di Courtenay |  |  | …         |  |
|                       |   |                        |                      |  |  |       |  |  | Joscelin di Courtenay |  |  | …         |  |
|                       |   | …                      |                      |  |  |       |  |  | Joscelin di Courtenay |  |  |           |  |
| Joscelin I di Edessa  |   |                        |                      |  |  |       |  |  | Joscelin di Courtenay |  |  |           |  |
|                       |   | Isabella di Montlhery  | Guido I di Montlhery |  |  |       |  |  |                       |  |  |           |  |
|                       |   | Isabella di Montlhery  | Guido I di Montlhery |  |  |       |  |  |                       |  |  |           |  |
|                       |   | Isabella di Montlhery  | …                    |  |  |       |  |  |                       |  |  |           |  |
| Joscelin II di Edessa |   | Isabella di Montlhery  |                      |  |  |       |  |  |                       |  |  |           |  |
|                       |   | Costantino I d'Armenia | Ruben I d'Armenia    |  |  |       |  |  |                       |  |  |           |  |
|                       |   | Costantino I d'Armenia | Ruben I d'Armenia    |  |  |       |  |  |                       |  |  |           |  |
|                       |   | Costantino I d'Armenia | …                    |  |  |       |  |  |                       |  |  |           |  |
| Beatrice d'Armenia    |   | Costantino I d'Armenia |                      |  |  |       |  |  |                       |  |  |           |  |
|                       |   | …                      | …                    |  |  |       |  |  |                       |  |  |           |  |
|                       |   | …                      | …                    |  |  |       |  |  |                       |  |  |           |  |
|                       |   | …                      | …                    |  |  |       |  |  |                       |  |  |           |  |
| Agnese di Courtenay   |   | …                      |                      |  |  |       |  |  |                       |  |  |           |  |
|                       | … | …                      |                      |  |  |       |  |  |                       |  |  |           |  |
|                       | … | …                      |                      |  |  |       |  |  |                       |  |  |           |  |
|                       | … | …                      |                      |  |  |       |  |  |                       |  |  |           |  |
| …                     | … |                        |                      |  |  |       |  |  |                       |  |  |           |  |
|                       |   | …                      | …                    |  |  |       |  |  |                       |  |  |           |  |
|                       |   | …                      | …                    |  |  |       |  |  |                       |  |  |           |  |
|                       |   | …                      | …                    |  |  |       |  |  |                       |  |  |           |  |
| Beatrice di Saona     |   | …                      |                      |  |  |       |  |  |                       |  |  |           |  |
|                       |   | …                      | …                    |  |  |       |  |  |                       |  |  |           |  |
|                       |   | …                      | …                    |  |  |       |  |  |                       |  |  |           |  |
|                       |   | …                      | …                    |  |  |       |  |  |                       |  |  |           |  |
| …                     |   | …                      |                      |  |  |       |  |  |                       |  |  |           |  |
|                       |   | …                      | …                    |  |  |       |  |  |                       |  |  |           |  |
|                       |   | …                      | …                    |  |  |       |  |  |                       |  |  |           |  |
|                       |   | …                      | …                    |  |  |       |  |  |                       |  |  |           |  |
|                       |   | …                      |                      |  |  |       |  |  |                       |  |  |           |  |